# Castillo de Ferrera
El castillo de Ferrera fue un castillo medieval cuyos vestigios se encuentran situados en lo alto de una de las Peñas de Herrera, en el término del municipio español de Añón de Moncayo en la provincia de Zaragoza. 

## Reseña
El castillo de Ferrera fue una fortaleza, hoy prácticamente desaparecida, de la que no quedan más que los trabajos tallados en la roca. Situados en la más alta de las peñas a 1527 m s. n. m. sirvió como puesto vigía y de primera defensa en la frontera entre los reinos de Aragón y Castilla, apoyado por el vecino castillo de Ferrellón. Se conserva el aljibe.